# Скоришняк
Скоришняк (словен. Skorišnjak) — поселення в общині Видем, Подравський регіон‎, Словенія.